# Liste des voies de Dijon
La liste des voies de Dijon recense les voies de communication de la commune de Dijon, en France.

## Voies ferrées
- LGV Rhin-Rhône, de Dijon à Mulhouse (branche Est)
- Ligne de Paris-Lyon à Marseille-Saint-Charles
- Ligne de Dijon-Ville à Is-sur-Tille
- Ligne de Dijon-Ville à Saint-Amour
- Ligne de Dijon-Ville à Vallorbe (frontière)
- Ligne de Dijon-Ville à Épinac (fermée)

## Voie navigable
- Canal de Bourgogne

## 1 à 9
- Avenue de la 1re Armée Française, du nom de la 1re Armée ayant libéré Dijon, en 1944.
- Avenue du 1er Consul
- Allée de la 1re Division Française Libre
- Place du 1er mai
- Rue des 3 Forgerons
- Rue du 4 septembre, en référence au 4 septembre 1870, date de proclamation de la IIIe République
- Rue du 6 juillet, en référence au 6 juillet 1944, jour au cours duquel un bombardement allié mal ciblé sur la gare de Perrigny fit soixante-neuf morts dont vingt-deux à Chenôve.
- Rue du 11-Novembre
- Avenue du 21e Siècle
- Rue du 23-Janvier, en référence à la bataille qui eut lieu à Dijon du 21 au 23 janvier 1871.
- Rue du 26e Dragon
- Rue du 27e Régiment d'Infanterie
- Place du 30 octobre et de la Légion d'honneur, nommée ainsi en référence à la bataille menée le 30 octobre 1870, par des volontaires dijonnais, contre deux brigades badoises, avant-garde de l'armée prussienne occupante.

- Haut – A
- B
- C
- D
- E
- F
- G
- H
- I
- J
- K
- L
- M
- N
- O
- P
- Q
- R
- S
- T
- U
- V
- W
- X
- Y
- Z

## A
- A31
- A38
- A39
- Rue de l'Abbaye de Fontenay
- Place Abbé Chanlon, du nom de Jean-François Chanlon, homme d'Église dijonnais et fondateur de l'orphelinat de Domois (1880).
- Impasse Abbé Debrie, du nom d'Emmanuel Debrie, curé d'Ahuy, vice-doyen de l'église Notre-Dame de Dijon, mort à Dijon.
- Rue Abbé Debrie
- Allée des Abeilles
- Rue Adéodat Boissard, du nom d'Adéodat Boissard, juriste et homme politique issu d'une famille de magistrats dijonnaise.
- Rue Adolphe Dietrich
- Rue Adolphe Joanne, journaliste et homme de lettres dijonnais.
- Rue Adolphe Willette
- Rue d'Ahuy
- Allée d'Ajaccio
- Rue Alain Bombard
- Rue Alain Fournier
- Avenue Alain Savary
- Avenue Albert Ier
- Rue Albert et André Claudot, du nom d'Albert Claudot, luthier dijonnais, et de son frère André, peintre, professeur à l'école des Beaux-Arts de Dijon et résistant.
- Avenue Albert Camus
- Boulevard Albert Einstein
- Rue Albert Gayet
- Rue Albert Mathiez
- Rue Albert Thibaudet
- Rue D'Alembert
- Rue Alexander Fleming
- Rue Alexandre Dumas
- Boulevard Alexandre Ier de Yougoslavie
- Rue Alexandre III
- Rue Alexandre Nicolas
- Rue Alexis Perrey, historien et sismologue membre de l'Académie des sciences, arts et belles-lettres de Dijon.
- Rue Alfred de Musset
- Rue Alfred Lacroix
- Rue Alfred Marpaux, du nom d'Alfred Marpaux, ouvrier typographe, militant fédéraliste, syndicaliste et coopératiste, puis adjoint au maire de Dijon (1896-1900). Il est à l'origine de nombreuses réalisations sociales au sein de la ville, telles que caisse de chômage, maison de retraite, assistance médicale gratuite, cantines scolaires (gratuites pour nécessiteux) etc.
- Rue d'Alger
- Rue d'Alise
- Rue Alix de Vergy, du nom d'Alix de Vergy, duchesse de Bourgogne.
- Boulevard des Allobroges
- Sentier des Alouettes
- Rue Aloysius Bertrand, poète, dramaturge et journaliste ayant passé une grande partie de sa vie à Dijon.
- Rue Alphonse Daudet
- Rue Alphonse Legros, du nom d'Alphonse Legros, peintre, graveur et sculpteur, né à Dijon et y ayant étudié.
- Rue Alphonse Mairey
- Rue d'Alsace
- Place d'Amérique
- Rue Amiral Courbet
- Rue Amiral Pierre
- Rue Amiral Roussin, du nom d'Albin Roussin, militaire né à Dijon, dans une famille de juristes au Parlement de Dijon.
- Rue des Amandiers
- Rue des Anciennes Facultés
- Rue Ampère
- Rue André Colomban, du nom d'André Colomban, architecte et statuaire dijonnais.
- Rue André Fleury, du nom d'André Fleury, organiste de la cathédrale de Dijon
- Rue André Gide
- Rue André Guillaume, historien du Dijonnais.
- Rue André Malraux
- Mail André Moreau
- Rue André Tardieu
- Place André Theuriet
- Rue Angélique du Coudray
- Rue Antoine Auguste Cournot
- Rue Antoine Bourdelle
- Rue Antoine de Maerle, du nom d'Antoine de Maerle, paysagiste, élève d'André Le Nôtre, ayant continué l'aménagement du parc de la Colombière, à Dijon.
- Rue Antoine le Moiturier
- Rue Antoinette Quarré, du nom d'Antoinette Quarré, poétesse ayant vécu à Dijon.
- Rue Appert
- Rue des Aqueducs
- Rue des Arandes
- Rue Arago
- Rue des Ardennes
- Rue des Argentières
- Allée des Argonautes
- Avenue Aristide Briand
- Rue Armand Cornereau, du nom d'Armand Cornereau, géographe membre de la Société bourguignonne de géographie et d'histoire de Dijon.
- Rue Armand Thibaut
- Rue Arpad Szenes
- Rue de l'Arquebuse
- Rue d'Arsonval
- Rue Arthur Chaudouet, du nom d'Arthur Chaudouet, architecte ayant supervisé le réaménagement de bâtiment du Conseil départemental de la Côte-d'Or, à Dijon.
- Rue Arthur Deroye
- Rue Arthur Kleinclausz, du nom d'Arthur Kleinclausz, historien et professeur à l'université de Dijon.
- Rue Arthur Morelet, naturaliste membre de l'Académie des sciences, arts et belles-lettres de Dijon.
- Rue Arthur Rimbaud, du nom d'Arthur Rimbaud, poète dont le père Frédéric vécut la fin de sa vie à Dijon.
- Rue des Arts et Métiers
- Rue Aspirant Buffet
- Rue d'Assas
- Rue des Ateliers
- Rue Audra
- Rue Auguste Blanqui
- Rue Auguste Brullé
- Rue Auguste Comte
- Rue Auguste Drouot
- Place Auguste Dubois
- Rue Auguste Fremiet, du nom d'Auguste Fremiet, sculpteur dijonnais
- Rue Auguste Perdrix
- Rue Augustin Chancenotte
- Rue Augustin Collot, du nom d'Augustin Collot, historien de la Bourgogne
- Impasse Aux Champs Bonhomme
- Impasse Aux Charmes d'Asnières
- Impasse Aux Lomblois
- Rue d'Auxonne

- Haut – A
- B
- C
- D
- E
- F
- G
- H
- I
- J
- K
- L
- M
- N
- O
- P
- Q
- R
- S
- T
- U
- V
- W
- X
- Y
- Z

## B
- Rue du Bailly
- Rue Balzac
- Rue Bannelier, du nom de Jean Bannelier, magistrat et juriste dijonnais.
- Place de la Banque
- Cour de Bar
- Place Barbe
- Rue Bassano
- Chemin des Basses Terres
- Allée de Bastia
- Rue du Bataillon de Choc
- Allée de la Beauce
- Allée du Beaujolais
- Rue Beaumarchais
- Rue de Beaune
- Rue de Beauregard
- Rue de Beauséjour
- Rue Beethoven
- Rue des Bégonias
- Rue de Bel-Air
- Quai de Belfort
- Allée du Bélier
- Rue Belle-Ruelle
- Rue de Bellevue
- Rue Bénigne-Frémyot, du nom de Bénigne Frémyot, président du parlement de Dijon, puis maire de la ville.
- Rue Bénigne Joly, du nom de Bénigne Joly, homme d'Église dijonnais, fondateur d'une congrégation de sœurs hospitalières.
- Rue Benjamin Guérard, du nom de Benjamin Guérard, bibliothécaire et historien ayant étudié à Dijon.
- Impasse Benjamin Rabier
- Rue Béranger
- Rue Berbisey, du nom d'Estienne Berbisey, maire de Dijon (1477-1485).
- Rue Berlier, du nom de Théophile Berlier, magistrat puis homme politique dijonnais.
- Rue Bernard Chevrier
- Rue Bernard Courtois, du nom de Bernard Courtois, salpêtrier et chimiste, découvreur de la morphine et de l'iode, né et ayant vécu une partie de sa vie à Dijon.
- Rue Berthelot
- Rue de Besançon
- Rue des Billetottes
- Rue des Bizottes
- Rue Blairet
- Place des Blanchisseries
- Rue Blériot
- Rue Boileau
- Impasse Boirac, du nom d'Émile Boirac, philosophe, médium, président de l'université de Dijon, mort à Dijon.
- Rue Bonami
- Rue Bordot
- Rue Bossack
- Place Bossuet, du nom de Jacques Bénigne Bossuet, homme d'Église, prédicateur, écrivain et précepteur du Dauphin (devenu Louis XV), né à proximité de ce lieu. Par le passé, cette place s'est aussi appelée Saint-Jean, du nom de l'église Saint-Jean qui la jouxte, et Émile Zola, en hommage à l'écrivain.
- Rue Bossuet, du nom de Jacques Bénigne Bossuet, homme d'Église, prédicateur, écrivain et précepteur du Dauphin, né à Dijon.
- Rue Au Bouchet
- Rue de la Boudronnée
- Rue Bouhey Allex, du nom de Jean-Baptiste Bouhey-Allex, conseiller municipal de Dijon et député de la Côte-d'Or.
- Rue Bouhier, du nom de Jean Bouhier, président du parlement de Dijon et académicien.
- Cour Bourberain
- Rue du Bourg
- Rue de Bourges
- Rue de Bourgogne
- Boulevard des Bourroches, du nom d'un quartier de Dijon.
- Rue Boutaric, du nom d'Augustin Boutaric, physicien et chimiste, professeur à université de Dijon et membre de l'Académie des sciences, arts et belles lettres de la ville.
- Impasse de Braisne
- Rue de Brancion
- Rue Branly
- Rue de la Breuchillière
- Rue Brillat Savarin, du nom de Jean Anthelme Brillat-Savarin, gastronome ayant étudié le droit à l'université de Dijon
- Impasse Broederlam, du nom de Melchior Broederlam, peintre néerlandais du duc de Bourgogne Philippe le Hardi.
- Boulevard de Brosses, du nom de Charles de Brosses, écrivain, historien, linguiste et président du Parlement de Dijon.
- Rue de la Brot
- Rue de Bruges
- Rue Brulard
- Rue Brune
- Rue Buffon, du nom de Georges-Louis Leclerc de Buffon, naturaliste ayant étudié au collège jésuite des Godrans, à Dijon
- Rue Bussy-Rabutin
- Impasse des Buttes
- Rue des Buttes

- Haut – A
- B
- C
- D
- E
- F
- G
- H
- I
- J
- K
- L
- M
- N
- O
- P
- Q
- R
- S
- T
- U
- V
- W
- X
- Y
- Z

## C
- Chemin des Cailloux
- Allée de Calvi
- Chemin des Capucins
- Rue Camille Claudel
- Rue Camille Flammarion
- Rue Camille Saint-Saëns
- Rue Capitaine Coignet
- Rue Capitaine Jean Brice de Bary
- Impasse Capitaine Heym
- Rue Capitaine Tarron, du nom d'Édouard Tarron, militaire et aviateur dijonnais.
- Rue Caporal Broissant
- Allée Cardinal de Givry, du nom de Claude de Longwy de Givry, abbé commendataire de la cathédrale Saint-Bénigne de Dijon.
- Impasse Cardinal Petit de Julleville, du nom de Pierre Petit de Julleville, homme d'Église, notamment évêque de Dijon, né à Dijon.
- Cour du Caron
- Chemin de la Carrière Bacquin
- Quai des Carrières Blanches
- Chemin de la Carrière Lanneau
- Chemin de la Carrière Vitu
- Rue du Carrousel
- Boulevard Carnot, du nom de Lazare Carnot, militaire, homme politique et scientifique, membre de l'Académie des sciences, arts et belles-lettres de Dijon.
- Allée de la Cascade
- Place de la Cascade
- Rue des Capucines
- Rue Caroline Aigle, du nom de Caroline Aigle, première femme pilote de chasse française, commandant d'une escadrille de l'Escadron de chasse 2/2 Côte-d'Or de la BA 102 Dijon-Longvic.
- Boulevard du Castel
- Rue Castelnau
- Rue Cazotte, du nom de Jacques Cazotte, écrivain né et ayant étudié au collège jésuite des Godrans, à Dijon.
- Rue Célestin Nanteuil, du nom de Célestin Nanteuil, peintre, graveur et illustrateur, ayant exercé la fonction de conservateur du musée des Beaux-Arts de Dijon.
- Rue des Cent Écus
- Allée du Centaure
- Rue Chabot-Charny, du nom de Léonor Chabot, dit Chabot-Charny, aristocrate et militaire, lieutenant au gouvernement de Bourgogne d'Henri III.
- Allée de Chambéry
- Rue du Chaignot
- Rue du Chambertin
- Rue du Champ À la Cognée
- Rue du Champ Aux Prêtres
- Rue du Champ de Mars
- Boulevard de Champagne
- Rue Champeau
- Rue de Champmaillot
- Rue de Champmol
- Rue des Champs Loups
- Avenue des Champs Perdrix
- Rue des Champs Prevois
- Rue Chancelier de l'Hospital
- Rue Chanoine Bordet
- Rue Chanoine Collette
- Rue Chanoine Denizot
- Impasse Chanoine Gustave Bardy, homme d'Église belfortain, patrologue, ayant enseigné la philosophie au Grand Séminaire de Dijon.
- Impasse Chanoine Henri Latour
- Rue Chanoine Jean Marilier, du nom de Jean Marilier, homme d'Église et historien ayant étudié, servi, vécu et décédé à Dijon. Il est le fondateur du musée d'art sacré de la ville et son premier conservateur.
- Boulevard Chanoine-Kir, du nom de Félix Kir, homme d'Église et maire de Dijon.
- Rue Chanoine Vinceneux, du nom de Paul Vinceneux, homme d'Église dijonnais.
- Rue Chanzy
- Rue du Chapeau Rouge
- Rue de la Chapelle Saint-Louis
- Rue du Chapitre
- Quai Charcot
- Allée Charles Trenet
- Impasse Charles Walch
- Chemin de la Charmette
- Rue de la Charmette
- Rue Chardonnet
- Rue Charles Arnoult, du nom de Charles Arnoult, avocat au parlement de Dijon puis député. Il est à l'origine du choix du nom du département de la Côte-d'Or.
- Rue Charles Aubertin
- Avenue Charles Baudelaire
- Rue Charles Bombonnel, du nom de Charles Laurent Bombonnel, libraire dijonnais et chasseur de panthères.
- Rue Charles Brifaut, du nom de Charles Brifaut, journaliste, poète, dramaturge et académicien, né à Dijon.
- Rue Charles Brugnot, du nom de Charles Brugnot, journaliste dijonnais, fondateur du journal libéral Le Spectateur.
- Rue Charles de Montalembert
- Rue Charles de Saint-Mesmin, du nom de Charles Balthazar Julien Févret de Saint-Memin, peintre et portraitiste dijonnais, conservateur du musée des Beaux-Arts de la ville.
- Rue Charles de Vergennes, du nom de Charles Gravier de Vergennes, aristocrate, diplomate et homme d'État sous le règne de Louis XVI, né à Dijon.
- Rue Charles Dumont, du nom de Charles Dumont, industriel et maire de Dijon (1908-1919)
- Rue Charles Lahaye
- Rue Charles Lapicque
- Rue Charles le Téméraire, du nom de Charles de Bourgogne dit le Téméraire, dernier duc de Bourgogne, né à Dijon.
- Rue Charles Mazeau, du nom de Charles Mazeau, homme politique né à Dijon.
- Rue Charles Mocquery, du nom de Charles Mocquery, inspecteur général des Ponts-et-Chaussées, président de l'Académie des sciences, arts et belles-lettres de Dijon.
- Rue Charles Oursel, du nom de Charles Oursel, archiviste-paléographe, conservateur de la bibliothèque municipale de Dijon puis de l'université, membre de l'Académie des sciences, arts et belles-lettres de Dijon.
- Rue Charles Peguy
- Rue Charles Pelletier
- Rue Charles Philbée
- Rue Charles Poisot, du nom de Charles Poisot, pianiste dijonnais.
- Rue Charles Ronot, du nom de Charles Ronot, peintre, directeur de l'École des Beaux-Arts de Dijon
- Rue Charles Royer
- Rue Charles Suisse, du nom de Charles Suisse, architecte des bâtiments diocésains de Dijon et membre de l'Académie des sciences, arts et belles-lettres de la ville.
- Rue Charlie Chaplin
- Impasse Claude Balbastre, organiste, claveciniste et compositeur, né à Dijon.
- Rue Chappe
- Rue Charrue, du nom des charretons jadis actifs dans cette rue.
- Rue du Château
- Rue du Château d'Eau
- Rue de Châteaubriand
- Rue de Châtillon
- Rue Chaudronnerie, du nom du métier exercé jadis dans cette rue.
- Rue de Chenôve
- Allée du Cher
- Cour du Cheval Blanc
- Rue de Chevigny
- Boulevard de Chèvre Morte
- Chemin de Chèvre Morte
- Rue de Chèvre Morte
- Rue Chevreul
- Boulevard de Chicago
- Rue de la Chouette
- Rue Christiane Perceret
- Rue de la Cité
- Rue Claude Attiret, du nom de Claude-François Attiret, sculpteur ayant exécuté les décors de la porte Guillaume et des nombreux hôtels particuliers de Dijon.
- Rue Claude Basire, du nom de Claude Basire, homme politique né à Dijon.
- Rue Claude Bernard
- Rue Claude Bouchu, du nom de Claude Bouchu, baron de Loisy, intendant de Bourgogne.
- Rue Claude Bretagne, du nom de Claude Bretagne, conseiller au parlement de Dijon.
- Rue Claude Debussy
- Impasse Claude Hoin, peintre dijonnais.
- Rue Claude Hoin, peintre dijonnais.
- Allée Claude Jade, actrice née à Dijon.
- Rue Claude Ladrey
- Impasse Claude Monet
- Rue Claude Ramey, sculpteur né à Dijon.
- Rue Claude Rossignol, du nom de Claude Rossignol, membre de l'Académie des sciences, arts et belles-lettres de Dijon
- Rue Claus de Werve, sculpteur, ouvrier des images et valet de chambre des ducs Valois de Bourgogne, neveu de Claus Sluter, mort à Dijon.
- Rue Claus Sluter, sculpteur du duc Philippe le Hardi (Chartreuse de Champmol, tombeau...), fondateur de la nouvelle école bourguignonne, mort à Dijon.
- Impasse Clément Desormes, en référence aux chimistes Nicolas Clément et Charles-Bernard Desormes, nés à Dijon.
- Rue Clément-Janin, du nom de Michel-Hilaire Clément-Janin, journaliste et historien, mort à Dijon.
- Rue Clément Marillier, du nom de Clément-Pierre Marillier, dessinateur né à Dijon.
- Boulevard des Clomiers
- Passage du Clos Bizot
- Esplanade du Clos de Meillonas
- Allée du Clos Suzon
- Rue du Clos de Tart
- Rue du Clos Detourbet
- Impasse du Clos Verrières
- Rue du Clos Vougeot
- Rue de Cluj
- Allée de Colchide
- Rue de Colchide
- Rue de Colmar
- Chemin de la Colombière
- Rue Colonel Chiavarini
- Avenue Colonel Prat
- Rue de la Colombière
- Impasse Colonel Bichot
- Impasse Colonel Claude Monod
- Rue Colonel Driant
- Rue Colonel de Grancey
- Rue Colonel Moll
- Rue Colonel Picard
- Rue Colonel Quantin, du nom du colonel Quantin, militaire, commandant du 27e régiment d'infanterie, en garnison à Dijon.
- Rue Colonel Victor Marchand
- Rue Colson
- Rue de la Combe à la Serpent
- Chemin de la Combe Persil
- Chemin de la Combe Saint-Joseph
- Rue Commandant Abrioux
- Impasse Commandant Charrier
- Rue Commandant Cousteau
- Impasse 'Commandant Noisot
- Avenue de la Concorde
- Rue Condorcet
- Rue Constant Pierrot
- Rue de Constantine
- Rue Copernic
- Place des Cordeliers
- Rue Corneille
- Rue de Corcelles
- Rue des Corroyeurs
- Rue du Corton
- Rue de la Corvée
- Impasse de la Côte-d'Or
- Passage de la Côte-d'Or
- Rue de la Côte-d'Or
- Rue Coupée de Longvic
- Rue Courtépée, du nom de Claude Courtépée, historien ayant étudié à Dijon.
- Impasse Coupée de Longvic
- Rue de Cracovie
- Rue Crébillon
- Rue du Creux d'Enfer
- Rue des Creuzots
- Chemin de la Croix des Valendons
- Rue de la Croix des Valendons
- Chemin de Cromois
- Rue de Cromois
- Rue de Cronstadt
- Rue Curtat, du nom de Victor Curtat, qui a pris un drapeau poméranien à Dijon lors de la guerre de 1870
- Rue Cyprien Monget, du nom de Cyprien Monget, membre de la Commission des Antiquités de Dijon.

- Haut – A
- B
- C
- D
- E
- F
- G
- H
- I
- J
- K
- L
- M
- N
- O
- P
- Q
- R
- S
- T
- U
- V
- W
- X
- Y
- Z

## D
- Avenue de Dallas
- Rue Danton
- Passage Darcy, du nom d'Henry Darcy, hydraulicien né à Dijon.
- Place Darcy, du nom d'Henry Darcy, ingénieur hydraulicien dijonnais à l'origine de l'adduction d'eau et du chemin de fer à Dijon.
- Allée Darius Milhaud
- Rue Daubenton, du nom de Louis Jean-Marie Daubenton, naturaliste et médecin ayant étudié au collège jésuite des Godrans, à Dijon.
- Rue Dauphine
- Rue Davout
- Avenue de la Découverte
- Boulevard de la Défense
- Impasse Delacroix
- Rue Denis Papin
- Rue Descartes
- Impasse Désiré Nisard
- Chemin Devant le Clos
- Rue Devant les Halles Champeaux
- Rue Devosge, du nom de François Devosge, peintre ayant vécu à Dijon où il est mort en 1811.
- Boulevard des Diables Bleus
- Rue Diderot
- Impasse Désiré Nisard
- Rue de Dieppe
- Rue Dietsch, du nom de Louis Dietsch, compositeur né à Dijon en 1808.
- Chemin de Dijon à Pouilly
- Impasse Dimanche Primard
- Rue de Dixmude
- Rue Django Reinhardt
- Rue Docteur Albert Rémy
- Rue Docteur Albert Robin
- Impasse Docteur Alfred Richet, du nom d'Didier-Dominique-Alfred Richet, chirurgien né à Dijon.
- Rue Docteur Alfred Richet
- Rue Docteur André Barbier
- Rue Docteur André Brulet
- Rue Docteur Bertillon
- Rue Docteur Calmette
- Impasse Docteur Charles Daremberg, du nom de Charles Victor Daremberg, médecin et historien, né à Dijon.
- Rue Docteur Chaussier, né à Dijon en 1746.
- Rue Docteur Chauveau
- Impasse Docteur Domec
- Rue Docteur Durande
- Rue Docteur Édouard Laguesse, du nom d'Édouard Laguesse, médecin né à Dijon en 1861.
- Rue Docteur Epery
- Rue Docteur Henri Pingat
- Rue Docteur Henry Berger, médecin et homme politique ayant vécu à Dijon.
- Allée Docteur Huot
- Boulevard du Docteur-Jean-Veillet, du nom de Jean Veillet, médecin, résistant, maire de Dijon et président du Conseil général de la Côte-d'Or
- Rue Docteur Jean Baptiste Morlot
- Rue Docteur Julie
- Rue Docteur Lavallé, du nom de Jean Lavallé, professeur à l'école de médecine, directeur du jardin botanique et conseiller municipal de Dijon.
- Rue Docteur Maillard
- Rue Docteur Maret, du nom d'Hugues Maret, médecin né à Dijon en 1726.
- Rue Docteur Maurice Dubard
- Rue Docteur Maurice Langeron, du nom de Maurice Langeron, mycologue né à Dijon en 1874.
- Rue Docteur Parizot
- Impasse Docteur Paul Baron
- Boulevard du Docteur-Petitjean
- Rue Docteur Quignard
- Rue Docteur Renardet
- Impasse Docteur Robert Gressard
- Rue Docteur Schmitt
- Place Docteur Schweitzer
- Rue Docteur Sotty
- Rue Docteur Stein
- Rue Docteur Tarnier, du nom de Stéphane Tarnier, obstétricien né à Aiserey en 1828.
- Impasse Docteur Zamenhof
- Impasse Docteur Zipfel
- Rue Dom Edmond Martène, du nom d'Edmond Martène, historien né à Saint-Jean-de-Losne en 1654.
- Rue Dom Plancher, du nom d'Urbain Plancher, historien de la Bourgogne et religieux de l'Abbaye Saint-Bénigne de Dijon.
- Allée du Doubs
- Avenue du Drapeau, nommée ainsi en référence à la prise d'un drapeau poméranien, le 23 janvier 1871, lors de la bataille de Dijon.
- Allée des Ducs de Bourgogne
- Place des Ducs de Bourgogne, du nom des Ducs de Bourgogne ayant fixé l'administration centrale de leurs possessions à Dijon.
- Rue Dubois
- Place Dupuis

- Haut – A
- B
- C
- D
- E
- F
- G
- H
- I
- J
- K
- L
- M
- N
- O
- P
- Q
- R
- S
- T
- U
- V
- W
- X
- Y
- Z

## E
- Impasse des Ebazoirs
- Rue des Ebazoirs
- Chemin des Ecayennes
- Rue des Ecayennes
- Chemin des Echaillons
- Rue de l'Écluse
- Rue de l'École de Droit
- Impasse Edgar Degas
- Rue Edgar Faure
- Rue Edgar Quinet
- Chemin Edme Beguillet, du nom d'un avocat, agronome, et historien auxonnais, membre de l'Académie des sciences, arts et belles-lettres de Dijon, mort à Dijon
- Rue Edme Piot
- Boulevard Edme Nicolas Machureau, du nom d'Edme Nicolas Machureau, entrepreneur en génie civil dijonnais.
- Impasse Edme Régnier
- Rue Edme Verniquet
- Rue Edmond Voisenet
- Avenue Édouard Belin
- Rue Édouard Estaunié, du nom d'Édouard Estaunié, ingénieur et romancier né à Dijon en 1862.
- Rue Édouard Manet
- Rue de l'Égalité
- Rue de l'Électricité
- Passage Elie Cyper
- Rue Elsa Triolet
- Rue Émile Poillot
- Allée Émile Rondinet, peintre fondateur de l'ESSOR de Dijon.
- Place Émile Zola, nommée ainsi en hommage à l'écrivain Émile Zola. Cette place s'est appelée place du Morimont jusqu'en 1921, en référence à un hôtel de l'abbaye de Morimond qui s'y trouvait. Elle était le lieu où se déroulaient les exécutions publiques.
- Place Emmanuel Adler
- Impasse En Cariottes
- Rue En Saint-Jacques
- Rue En Treppey
- Rue En Vieille Fourche
- Esplanade Érasme
- Rue Éric Tabarly
- Rue Ernest Bailly
- Rue Ernest Bouteiller
- Rue Ernest Champeaux
- Rue Ernest Chaput
- Rue Ernest Lory
- Rue Ernest Messner, du nom d'Ernest Messner né à Dijon en 1851.
- Impasse Ernest Petit
- Rue Ernest Petit, du nom d'Ernest Petit, historien de la Bourgogne.
- Rue Ernest Renan
- Rue de l'Espérance
- Rue de l'Est
- Impasse Étienne Baudinet
- Rue Étienne Baudinet
- Quai Étienne Bernard
- Rue Étienne Dolet
- Rue Étienne Hajdu
- Rue Étienne Metman
- Rue Étienne et Raymonde Mauchausse
- Rue Eugène Bataillon
- Rue Eugène Bussière
- Boulevard Eugène-Fyot, du nom d'Eugène Fyot, historien de Dijon.
- Rue Eugène Guillaume
- Boulevard Eugène-Spuller, du nom d'Eugène Spuller, homme politique côte-d'orien ayant étudié le droit à Dijon
- Avenue de l'Europe
- Rue Ez Penottes

- Haut – A
- B
- C
- D
- E
- F
- G
- H
- I
- J
- K
- L
- M
- N
- O
- P
- Q
- R
- S
- T
- U
- V
- W
- X
- Y
- Z

## F
- Rue Faidherbe
- Cour de la Faïencerie
- Rue du Faubourg Raines
- Allée Félix Éboué
- Rue Félix Tisserand
- Rue Félix Trutat, du nom de Félix Trutat, peintre né à Dijon en 1824.
- Rue Félix-Vionnois, du nom de Félix Vionnois, architecte du monument de la place du Trente-Octobre de Dijon.
- Rue Félix Ziem
- Rue Fénelon
- Rue Ferdinand-Claudon
- Rue Ferdinand de Lesseps
- Avenue Fernand Léger
- Rue Fernand Holweck
- Impasse des Ferrières
- Impasse Fevret, du nom de Charles Fevret, conseiller au parlement de Dijon.
- Rue Févret, du nom de Charles Balthazar Julien Févret de Saint-Memin, peintre né à Dijon en 1770.
- Rue de Flandres Dunkerque
- Rue des Fleurs
- Cours Fleury
- Allée Flora Tristan
- Cour de Flore
- Rue Florian
- Place de la Fontaine
- Chemin de la Fontaine Au Cayen
- Boulevard de la Fontaine des Suisses
- Rue de Fontaine
- Rue de la Fontaine Billenois
- Place de la Fontaine d'Ouche, du nom d'un quartier de Dijon.
- Rue de la Fontaine Sainte-Anne
- Rue des Forges
- Rue du Fort de la Motte Giron
- Rue Fournerat
- Place de la France Libre
- Rue François-Baudot
- Impasse François Boucher
- Rue François-Dameron
- Rue François de la Cuisine
- Quai François Galliot
- Rue François Jouffroy, du nom de François Jouffroy, sculpteur né à Dijon en 1806.
- Rue François Mauriac
- Boulevard François-Pompon, du nom de François Pompon, sculpteur dont l'atelier est, dans les années 1950, conservé au palais des ducs de Bourgogne.
- Rue François Robert
- Place François Rude, du nom de François Rude, sculpteur dijonnais, né à proximité de ce lieu.
- Rue François Rude
- Impasse Françoise Dolto
- Avenue Françoise Giroud
- Rue Franklin
- Avenue Franklin Delano Roosevelt
- Rue Franz Hals
- Rue de la Fraternité
- Rue Frédéric Chopin
- Rue Frédéric Levêque
- Rue Frédéric Mistral
- Cour des Frères
- Rue des Frères Colin
- Rue des Frères Lumière
- Rue Fyot de la Marche, du nom de Claude-Philippe Fyot de La Marche, né à Dijon en 1694.

- Haut – A
- B
- C
- D
- E
- F
- G
- H
- I
- J
- K
- L
- M
- N
- O
- P
- Q
- R
- S
- T
- U
- V
- W
- X
- Y
- Z

## G
- Boulevard Gabriel, du nom de Jacques Gabriel, architecte, en partie, du palais des États de Bourgogne.
- Rue Gabriel Belot
- Impasse Gabriel Bulliot
- Rue Gabriel Peignot
- Impasse Gagnereaux
- Rue Gagnereaux
- Place Galilée
- Rue Galoche
- Rue Gambetta
- Cour de la Gare
- Avenue Garibaldi
- Rue Gaspard de Courtivron
- Boulevard Gaston Bachelard, philosophe, professeur à l'université de Dijon.
- Place Gaston Gérard, du nom de Gaston Gérard, maire de Dijon.
- Rue Gaston Paris
- Rue des Gaulois
- Quai Gauthey, du nom d'Émiland Gauthey, ingénieur-en-chef des États de Bourgogne.
- Rue du Gaz
- Rue des Génois
- Impasse du Général André, du nom de Louis André (général), militaire, ministre de la Guerre, mort à Dijon.
- Rue Général Bony
- Rue Général Cambel
- Impasse Général Chaillot
- Place Général Charet
- Rue Général Charles de Nansouty
- Rue Général Delaborde, né à Dijon en 1764.
- Rue Général Delestraint
- Place Général Estienne
- Rue Général Fauconnet
- Cours Général de Gaulle
- Impasse Général Georges Vanier
- Place Général Giraud, du nom d'Henri Giraud, militaire, mort à Dijon.
- Rue Général Joubert
- Rue Général Mangin
- Place Général Ruffey, du nom de Pierre Xavier Emmanuel Ruffey, militaire, né à Dijon.
- Rue Général Savetier de Candras
- Avenue Général Touzet du Vigier, du nom de Jean Touzet du Vigier, militaire, commandant de la 1re division blindée de la 1re Armée Française, ayant libéré Dijon, en 1944.
- Rue Général Weygand
- Rue de Genève
- Rue Geneviève Bianquis
- Impasse George Sand
- Rue Georges Bernanos
- Rue Georges Bizet
- Rue Georges Braque
- Rue Georges Brassens
- Impasse Georges Chastellain, historiographe flamand des ducs de Bourgogne.
- Impasse Georges Claudon
- Boulevard Georges Clemenceau
- Rue Georges Connes, maire de Dijon
- Rue Georges Diebolt
- Rue Georges Lavier
- Impasse Georges Méliès
- Voie Georges-Pompidou (rocade de Dijon)
- Impasse Georges Rouault
- Rue Georges Serraz
- Rue Georges Simenon
- Impasse Georges de La Tour
- Impasse Ghitti Thevenot
- Impasse Girard de Propiac
- Rue des Godrans
- Boulevard des Gorgets
- Rue du Goujon
- Avenue Gounod
- Rue de la Goutte d'Or
- Impasse de la Gouzotte
- Place Grangier, du nom d'Henri et Sophie Grangier, bienfaiteurs de Dijon.
- Grand Mail
- Avenue des Grandes Bergeries
- Rue des Grands Champs
- Avenue des Grands Ducs d'Occident, du nom du titre grand-ducal pris par les ducs de Bourgogne.
- Place Granville
- Rue de Gray
- Impasse Grégoire de Tours
- Chemin des Grémeaux
- Allée de Grenoble
- Avenue des Grésilles, du nom d'un quartier de Dijon.
- Place des Grésilles, du nom du quartier Les Grésilles, qui l'entoure.
- Impasse Guénot
- Rue Guibaudet
- Rue Guido Massoneri
- Allée Guillaume Apollinaire
- Rue Guillaume Tell
- Montée de Guise
- Avenue Gustave Eiffel, ingénieur né à Dijon et y ayant étudié.
- Rue Gustave Flaubert
- Rue Gustave Noblemaire
- Rue Guy de Maupassant
- Rue Guyton de Morveau
- Rue du Gymnase

- Haut – A
- B
- C
- D
- E
- F
- G
- H
- I
- J
- K
- L
- M
- N
- O
- P
- Q
- R
- S
- T
- U
- V
- W
- X
- Y
- Z

## H
- Rue des Hauts de la Combe
- Rue du Havre
- Rue Hector Berlioz
- Impasse Hélène Boucher
- Rue Henri Baudot
- Boulevard Henry-Bazin, du nom d'Henry Bazin, ingénieur hydraulicien chargé de la mise en service du canal de Bourgogne.
- Rue Henri Becquerel
- Place Henri Barabant, du nom d'Henri Barabant, maire de Dijon et député.
- Impasse Henri Bouchard, du nom d'Henri Bouchard, sculpteur et graveur médailleur, né à Dijon.
- Boulevard Henri-Camp, du nom d'Henri Camp, menuisier ébéniste, et chef de la région semuroise du maquis Bourgogne.
- Cour Henri Chabeuf, du nom d'un historien né à Dijon.
- Rue Henri Chrétien
- Impasse Henri Compérot
- Rue Henri Degré
- Impasse Henri Delavault
- Rue Henri Demesse
- Rue Henri Drouot
- Rue Henri Dunant
- Rue Henri Fabre
- Rue Henri Farman
- Rue Henri Focillon, du nom d'Henri Focillon, historien de l'art, né à Dijon en 1881.
- Rue Henri Grimm
- Rue Henri Laurain
- Rue Henri Matisse
- Allée Henri Perruchot
- Impasse Henri Poinsot
- Rue Henri Rabaud
- Place Henri Vallée
- Rue Henri Vincenot, du nom d'Henri Vincenot, écrivain, peintre et sculpteur, né à Dijon en 1912, mort à Dijon en 1985.
- Rue Henry Chambellan
- Impasse Henry Corot, archiviste à Dijon.
- Rue Henry de Montherlant
- Rue Henry Joly
- Rue Hernoux
- Rue Heudelet, du nom d'Étienne Heudelet de Bierre, général né à Dijon en 1770.
- Impasse Hippolyte Munier
- Rue Hoche
- Rue de l'Hôpital
- Rue de la Houblonnière
- Rue Hugues Aubriot, du nom d'Hugues Aubriot, intendant des finances de Charles V de France, né à Dijon vers 1320.
- Rue Hugues III
- Rue Hugues Picardet

## I
- Rue de l'Ile
- Rue de l'Industrie
- Rue Irène Joliot-Curie
- Rue Isabelle de Portugal
- Route d'Is-sur-Tille

- Haut – A
- B
- C
- D
- E
- F
- G
- H
- I
- J
- K
- L
- M
- N
- O
- P
- Q
- R
- S
- T
- U
- V
- W
- X
- Y
- Z

## J
- Rue Jacotot, du nom de Joseph Jacotot, pédagogue, né à Dijon en 1770.
- Rue Jacquard
- Chemin Jacques de Baerze, du nom d'un sculpteur flamand du duc de Bourgogne Philippe le Hardi.
- Passage Jacques Brel
- Rue Jacques Brel
- Rue Jacques Cellerier, du nom de Jacques Cellerier, architecte, né à Dijon en 1742.
- Rue Jacques Copeau
- Allée Jacques Laurent
- Place Jacques Prévert
- Rue James Demontry
- Rue du Jardin des Plantes
- Allée des Jardiniers
- Impasse des Jardins
- Rue des Jardins
- Allée de Jason
- Impasse Jean Anouilh
- Rue Jean Bégat, du nom de Jean Bégat, juriste, né à Dijon en 1523.
- Avenue Jean Bertin
- Place Jean-Bouhey, homme politique côte-d'orien ayant étudié à Dijon.
- Place Jean Bouin
- Rue Jean de Cirey, du nom de Jean de Cirey, abbé de Cîteaux, né à Dijon au XVe siècle.
- Rue Jean Dampt, du nom de Jean Dampt, sculpteur mort à Dijon en 1945.
- Impasse Jean Fragonard
- Rue Jean Giono
- Allée Jean Giraudoux
- Impasse Jean Ingres
- Avenue Jean Jaurès
- Place Jean Macé
- Rue Jean Mazen
- Rue Jean Mermoz
- Rue Jean Moulin
- Rue Jean-Renaud
- Rue Jean Renoir
- Allée Jean Rostand
- Rue Jean sans Peur, du nom de Jean de Bourgogne, duc de Bourgogne, né à Dijon en 1371.
- Rue Jean XXIII
- Boulevard Jeanne d'Arc
- Rue Jeanne Barret
- Rue Jeanne de Chantal, du nom de Jeanne-Françoise Frémyot de Rabutin, baronne de Chantal, fondatrice de l'Ordre de la Visitation, née à Dijon en 1572.
- Rue Jean-Baptiste Baudin
- Rue Jean-Baptiste Carpeaux
- Impasse Jean-Baptiste Chardin
- Rue Jean-Baptiste Ghys
- Avenue Jean-Baptiste Greuze
- Rue Jean-Baptiste Lallemand, du nom de Jean-Baptiste Lallemand, peintre, né à Dijon en 1716.
- Rue Jean-Baptiste Liégeard, du nom de Jean-Baptiste Liégeard, né en 1800 à Dijon, dont il fut maire de 1863 à 1865.
- Allée Jean-Baptiste Mathey, architecte et peintre né à Dijon.
- Rue Jean-Baptiste Peincedé, du nom de Jean-Baptiste Peincedé, archiviste aux archives départementales de la Côte-d'Or.
- Allée Jean-Claude Naigeon, peintre dijonnais.
- Avenue Jean-François Champollion
- Rue Jean-Jacques Rousseau
- Rue Jean-Jean Cornu, du nom de Jean-Jean Cornu, peintre, né à Chenôve en 1819.
- Rue Jean Joseph Debillemont, du nom de Jean-Jacques-Joseph Debillemont compositeur, né à Dijon en 1824.
- Impasse Jean-Sébastien Bach
- Rue Jean-Poncelet
- Rue Jeannin, du nom de Pierre Jeannin, Premier président du Parlement de Dijon.
- Rue Jeanniot, du nom de Pierre-Alexandre Jeanniot, directeur de l'École nationale des Beaux-Arts de Dijon, père de l'artiste Pierre Georges Jeanniot.
- Rue Jehan de la Huerta, du nom de Jean de la Huerta, sculpteur du duc Philippe le Bon, ayant achevé notamment le tombeau de Jean sans Peur.
- Rue Jehan de Marville, du nom de Jean de Marville, sculpteur du duc Philippe le Hardi, ayant œuvré à la chartreuse de Champmol, nécropole des ducs de Bourgogne.
- Rue Jehan Duvet, du nom de Jean Duvet, orfèvre et graveur de Dijon, sollicité par les rois François Ier et Henri II.
- Rue Jérôme Marlet, du nom de Jérôme Marlet, sculpteur et conservateur du musée des Beaux-Arts de Dijon (1806-1810), né à Dijon en 1728 et mort en cette même ville en 1811.
- Rue Joachim Durandeau, du nom de Joachim Durandeau (1835-1915), historien et ethnologue dijonnais.
- Rue Joan Miró
- Rue Joliet, du nom d'Antoine Joliet, notaire et maire de Dijon de 1865 à 1870.
- Boulevard John-Kennedy
- Rue Joseph Bellesœur
- Rue Joseph Boudot, du nom de Joseph Boudot (1762-1838), conservateur des archives de la Côte-d'Or de 1826 à 1836.
- Rue Joseph de Girardier
- Rue Joseph Garnier, du nom de Joseph Garnier (1815-1903), conservateur des archives de la Côte-d'Or, à Dijon.
- Rue Joseph Kessel
- Rue Joseph Milsand, du nom de Joseph Milsand (1818-1892), bibliothécaire et adjoint à la Ville, né à Dijon, en 1818.
- Rue Joseph Samson, du nom de Joseph Samson (1888-1957), musicien maître de chapelle de la cathédrale Saint-Bénigne de Dijon, mort à Dijon, en 1957.
- Rue Joseph Tissot, du nom de Claude-Joseph Tissot (1801-1876), philosophe, historien et philologue, doyen honoraire de la Faculté des lettres de Dijon.
- Rue Joseph Tournois, du nom de Joseph Tournois (1831-1891), sculpteur mort à Dijon en 1891.
- Impasse Joseph Vercier
- Impasse de Jouvence
- Rue de Jouvence
- Rue Jules d'Arbaumont, du nom de Jules Maulbon d'Arbaumont (1831-1916), historien, secrétaire de la Commission des antiquités du département de la Côte-d'Or, puis président de l'Académie des sciences, arts et belles-lettres de Dijon.
- Rue Jules Ferry
- Rue Jules Forey
- Rue Jules Marey
- Rue Jules Massenet
- Rue Jules Mercier
- Rue Jules Toutain
- Rue Jules Verne
- Rue Jules Violle, du nom de Jules Violle (1841-1923), physicien ayant enseigné au lycée impérial de Dijon, de 1865 à 1867.
- Rue Julie Victoire Daubié
- Avenue Junot, du nom de Jean-Andoche Junot, militaire ayant étudié à Dijon, où il rencontre Napoléon Bonaparte, avant de se mettre à son service.
- Cours Junot

- Haut – A
- B
- C
- D
- E
- F
- G
- H
- I
- J
- K
- L
- M
- N
- O
- P
- Q
- R
- S
- T
- U
- V
- W
- X
- Y
- Z

## K
- Avenue Kellermann
- Impasse Kléber
- Rue Kléber

- Haut – A
- B
- C
- D
- E
- F
- G
- H
- I
- J
- K
- L
- M
- N
- O
- P
- Q
- R
- S
- T
- U
- V
- W
- X
- Y
- Z

## L
- Rue La Bruyère
- Rue La Fayette
- Rue La Fontaine
- Avenue du Lac, du nom du Lac Kir, à Dijon.
- Rue Lacordaire, religieux et homme politique, natif de Recey-sur-Ource, ayant été élevé et ayant étudié à Dijon.
- Rue Lagny
- Rue Lamartine
- Rue Lamonnoye, du nom de Bernard de La Monnoye (1641-1728), poète, philologue, critique littéraire, né à Dijon en 1641.
- Allée des Landes
- Avenue de Langres
- Route de Langres
- Rue Laplace
- Rue de Larrey
- Boulevard de La Trémouille, du nom de Georges II de La Trémoille, lieutenant de Louis XI ayant assuré militairement le retour du duché de Bourgogne au royaume de France de 1477 à 1479.
- Rue Lavoisier
- Rue des Layottes
- Rue Le Jolivet
- Rue Le Muet, du nom de Pierre Le Muet (1591-1669), architecte du roi, né à Dijon, en 1591. Il achève, entre autres choses, le Val-de-Grâce.
- Rue Le Nôtre
- Rue Lebon
- Rue Lecoulteux
- Rue Ledru-Rollin
- Rue Legouz Gerland, du nom de Bénigne Le Gouz de Gerland (1695-1774), aristocrate, juriste et académicien, né et mort à Dijon.
- Rue Legrand du Saulle, du nom d'Henri Legrand du Saulle (1830-1886), médecin aliéniste fondateur de la Société française de médecine légale et membre de l'Académie des sciences, arts et belles-lettres de Dijon, né à Dijon, en 1830.
- Rue Lejéas, du nom de Martin Lejéas-Carpentier, juriste et homme politique, maire de Dijon de 1800 à 1802.
- Chemin des Lentillères
- Rue Léo Lagrange
- Impasse Léon Berthoud, peintre né en 1922 à Provence (Suisse).
- Rue Léon Delessard, du nom de Léon Delessard (1891-1957), conservateur des archives départementales de la Côte-d'Or, à Dijon.
- Rue Léon Gastinel
- Rue Léon Mauris, du nom de Léon Mauris, directeur du PLM de 1907 à 1919.
- Impasse Léon Rignault, sculpteur né à Nevers.
- Rue Léonard de Vinci
- Rue Léonard-Euler
- Rue Léouzon Le Duc, du nom de Louis Léouzon Le Duc (1815-1889), journaliste et critique, spécialiste de l'histoire et de la linguistique des pays du nord de l'Europe (Finlande, Russie, etc.), né à Dijon en 1815.
- Place de la Libération, en référence à la libération de Dijon, en 1944. Par le passé, cette place s'est successivement appelée place Saint-Christophe (jusqu'en 1681), place Royale (jusqu'à la Révolution), place d'Armes (jusqu'en 1804), place Impériale (jusqu'en 1814), place Royale (jusqu'en 1831), place d'Armes (jusqu'en 1941), et place du Maréchal-Pétain (jusqu'en 1944).
- Rue de la Liberté
- Rue des Lilas
- Cour aux Lions
- Promenade des Lochères
- Rue de la Loire
- Rue Longepierre, du nom d'Hilaire-Bernard de Longepierre (1659-1731), auteur dramatique né à Dijon, en 1659.
- Rue de Longvic
- Rue de Lorraine
- Rue Louis Aragon
- Rue Louis Blanc
- Rue Louis Boulanger, du nom de Louis Boulanger, peintre, lithographe et illustrateur, mort à Dijon, en 1867.
- Rue Louis Braille
- Impasse Louis Breguet, co-fontateur d'Air France.
- Rue Louis Cailletet
- Impasse Louis Coiffier; de Louis Coiffier (1888-1950), instituteur et poète, né à Louze (Haute-Marne).
- Rue Louis de Broglie
- Rue Louis Deroche
- Rue Louis Galliac
- Rue Louis Ganne
- Rue Louis Jouvet
- Rue Louis Néel
- Allée Louis Pergaud
- Rue Louis Viardot, du nom de Louis Viardot (1800-1883), écrivain, critique d'art et traducteur, né à Dijon, en 1800.
- Rue Louise Michel
- Rue Lounès Matoub
- Rue Luce Villiard, du nom de Jean-François Luce (1808-1887), négociant de tissus natif d'Auxonne, devenu conseiller municipal de Dijon (1848-49; 1865), puis préfet de la Côte-d'Or (1870-71) à Dijon.
- Impasse Lucien Bonnotte; de Ernest Lucien Bonnotte (1873-1954), peintre.
- Rue Lucien Juy, du nom de Lucien-Charles-Hippolyte Juy, industriel dijonnais, inventeur du dérailleur Simplex à galet (1928).
- Allée Lucien Hérard, professeur, journaliste et militant ayant étudié à Dijon, et membre de l'académie de la ville.
- Allée Lucien Richard
- Rue du Lycée
- Rue de Lyon

- Haut – A
- B
- C
- D
- E
- F
- G
- H
- I
- J
- K
- L
- M
- N
- O
- P
- Q
- R
- S
- T
- U
- V
- W
- X
- Y
- Z

## M
- Rue Mably
- Rue Mac Mahon
- Allée du Mâconnais
- Cour Madeleine
- Boulevard Maillard, du nom de Jean Maillard, maire de Dijon.
- Rue de la Maladière
- Rue de Malines
- Boulevard Mansart, architecte, en partie, du palais des États de Bourgogne.
- Rue de la Manutention
- Avenue de Marbotte
- Rue des Marcs d'Or
- Rue Magenta
- Chemin de Mande
- Allée Marcel Aymé
- Allée Marcel Martinet, écrivain et militant né à Dijon.
- Impasse Marcel Pagnol
- Impasse Marcel Taisant
- Allée du Marché
- Place du Marché, nommée ainsi en référence aux halles du marché de Dijon.
- Esplanade des Marcs d'Or
- Boulevard Maréchal de Lattre de Tassigny, du nom de Jean de Lattre de Tassigny, militaire, général de la Ire armée ayant libéré Dijon, en 1944.
- Boulevard Maréchal Gallieni, du nom de Joseph Gallieni, militaire, général ayant commandé la libération de Dijon, en 1871
- Avenue Maréchal Foch
- Boulevard Maréchal Joffre
- Boulevard Maréchal Juin
- Avenue Maréchal Lyautey
- Rue Maréchal de Saulx Tavannes, du nom de Gaspard de Saulx (1509-1573), maréchal de France, né à Dijon, en 1509.
- Rue Maréchal Franchet d'Esperey
- Rue Maréchal Kœnig
- Rue Maréchal Leclerc
- Rue Marguerite de Flandre
- Rue Marguerite Durand
- Rue Marguerite Thibert
- Rue Marguerite Yourcenar
- Rue Maria Helena Vieira da Silva
- Rue Marie-Antoinette Tonnelat
- Rue Marie Berthaud
- Place Marie de Bourgogne, du nom de Marie de Bourgogne, dernière duchesse titulaire de Bourgogne.
- Rue Marie Curie
- Allée Marie Noël
- Place des Mariniers
- Rue Mariotte, du nom de l'abbé Edme Mariotte (v.1620-1684), prêtre, botaniste et physicien, découvreur de la tache aveugle de l'œil, né à Dijon, vers 1620.
- Rue Marius d'Avenches
- Allée Marius Chanteur
- Rue Marivaux
- Boulevard Marmont, du nom d'Auguste Viesse de Marmont, militaire ayant étudié à Dijon, où il rencontre Napoléon Bonaparte, avant de se mettre à son service.
- Rue des Marmuzots
- Boulevard de la Marne
- Rue du Maroc
- Rue de Marsannay-la-Côte
- Rue de la Marseillaise
- Rue Martin de Noinville, du nom d'un architecte dijonnais ayant réalisé des plans d'aménagement pour les églises Saint-Jean et Saint-Étienne de Dijon, ainsi que pour le Palais des ducs de Bourgogne.
- Boulevard des Martyrs de la Résistance
- Rue Mathurin Moreau, du nom de Mathurin Moreau (1822-1912), sculpteur né à Dijon, en 1822.
- Rue Maurice Blondel, du nom de Maurice Blondel (1861-1949), philosophe né à Dijon, en 1861.
- Rue Maurice Chaume, du nom de l'abbé Maurice Chaume (1888-1946), prêtre et professeur au grand séminaire de Dijon, historien et président de la Commission des antiquités du département de la Côte-d'Or, né à Dijon, en 1888.
- Rue Maurice Deslandres, du nom de Maurice Deslandres (1862-1941), juriste dijonnais soutenant l'entrée des femmes en politique, l'accession à la propriété des ménages modestes et le commerce éthique.
- Rue Maurice Emmanuel
- Rue Maurice Maréchal, du nom de Maurice Maréchal (1892-1964), violoncelliste né à Dijon, en 1892.
- Rue Maurice Ravel
- Rue de Mayence
- Rue des Mazières
- Rue Mère Javouhey
- Allée de Messigny
- Rue de Metz
- Impasse du Meursault
- Rue Meyerbeer
- Rue Michel-Ange
- Rue Michel Servet
- Rue Michelet
- Rue du Midi
- Rue Millotet, du nom de Marc-Antoine Millotet, premier avocat général au Parlement de Dijon (dès 1635), puis maire de Dijon (1650-1651; 1652-1654), né à Dijon en 1603.
- Rue de Mimeure
- Rue de Mirande
- Rempart de la Miséricorde
- Rue des Molidors
- Rue Molière
- Rue de Monastir
- Rue Monge
- Chemin de la Mongeotte
- Petite Rue de la Monnaie
- Rue Monseigneur Dadolle, du nom de Pierre Dadolle (1857-1911), évêque de Dijon (1906-1911), mort à Dijon, en 1911. Il est le fondateur du patronage de Saint-Pierre et de la paroisse Saint-Joseph de Dijon, et pose la première pierre de l'église Saint-Paul de Dijon.
- Rue Monseigneur Favier, du nom d'Alphonse Favier (1837-1905), missionnaire en Chine, natif de Marsannay-la-Côte, et ayant étudié la théologie au séminaire de Dijon.
- Impasse Monseigneur Moissenet; du nom du nuiton René Moissenet (1850-1939), qui reconstitua et dirigea la Maîtrise de la cathédrale Saint-Bénigne de Dijon.
- Place Monseigneur Tattevin, du nom de Louis Tattevin, homme d'Église, fondateur de l'église du Sacré-Cœur de la ville.
- Sentier de la Montagne
- Boulevard Montaigne
- Avenue du Mont Blanc
- Allée Monseigneur Sembel du nom de Guillaume Sembel, évêque de Dijon.
- Rue de Montchapet
- Rue Montesquieu
- Rue Montigny
- Rue Montmartre
- Rue de Montmuzard
- Allée du Mont d'Or
- Rue du Montrachet
- Rue des Monts de Vigne
- Rue Morel-Retz, du nom de Louis Morel-Retz (1825-1899), peintre et graveur né à Dijon, en 1825.
- Rue du Morey-Saint-Denis
- Rue du Morvan
- Allée de Morveau, du nom de Louis-Bernard Guyton-Morveau, chimiste né à Dijon.
- Rue du Moulin à Vent
- Rue des Moulins
- Cour du Mouton
- Rue du Mouton
- Rue Mozart
- Rue de Mulhouse
- Rue des Mûriers
- Rue Musette
- Rue du Musigny

- Haut – A
- B
- C
- D
- E
- F
- G
- H
- I
- J
- K
- L
- M
- N
- O
- P
- Q
- R
- S
- T
- U
- V
- W
- X
- Y
- Z

## N
- Place des Nations-Unies
- Quai Navier, du nom d'Henri Navier, ingénieur, scientifique et économiste dijonnais.
- Rue de Neuilly
- Rue Neuve Bergère
- Rue Neuve Dauphine
- Rue Nicéphore Niépce
- Rue Nicolas Berthot, du nom de Nicolas Berthot (1776-1849), mathématicien, membre puis président de l'Académie des sciences, arts et belles-lettres de Dijon, fonctionnaire puis recteur à vie de l'Académie de Dijon, né et mort à Dijon.
- Rue Nicolas Bornier, du nom de Nicolas Bornier (1762-1829), sculpteur et professeur à l'École des Beaux-Arts de Dijon, mort à Dijon, en 1829.
- Impasse Nicolas Enfert, du nom de Nicolas Enfert, maire de Dijon de 1875 à 1881.
- Rue Nicolas Fétu, du nom de Nicolas Fétu, historien dijonnais du XIXe s.
- Rue Nicolas Frantin, du nom de Louis-Nicolas Frantin (1740-1803), imprimeur libraire dijonnais.
- Rue Nicolas Frochot, du nom de Nicolas Frochot (1761-1828), haut fonctionnaire, premier préfet de la Seine, né à Dijon, en 1761.
- Rue Nicolas Lenoir le Romain
- Impasse Nicolas Poussin
- Quai Nicolas Rolin, du nom de Nicolas Rolin, chancelier de Philippe III de Bourgogne.
- Rue Nicolas de Staël
- Rue Nicole-Reine Lepaute
- Rue Nodot
- Rue du Nord
- Rue des Normaliens Fusillés et de leur Camarade, faisant référence aux quatre élèves de l'école normale d'instituteurs de Dijon, à savoir Jean Romenteau, Pierre Vieillard, René Laforge et Jean Schellnenberger, ainsi qu'à leur camarade ébéniste, Robert Creux, tous membres du groupe de résistants communiste « Gorki », fusillés en 1942, pour l'exemple, en représailles d’attentats.
- Place Notre-Dame, nommée ainsi en référence à l'église Notre-Dame de Dijon, qui s'y trouve.
- Rue de la Noue
- Rue Nourissat
- Rue du Nuits-Saint-Georges
- Impasse Nungesser et Coli; des noms des aviateurs Charles Nungesser et François Coli.

- Haut – A
- B
- C
- D
- E
- F
- G
- H
- I
- J
- K
- L
- M
- N
- O
- P
- Q
- R
- S
- T
- U
- V
- W
- X
- Y
- Z

## O
- Rue Octave Terrillon
- Rue Odebert, du nom de Pierre Odebert (1574-1662), magistrat au Parlement de Dijon et bienfaiteur de la ville, né et mort à Dijon.
- Rue Olivier Messiaen
- Rue Olympe de Gouges
- Cour de l'Oratoire
- Avenue de l'Ouche, du nom de la rivière Ouche (Côte-d'Or), qui traverse la commune de Dijon.
- Boulevard de l'Ouest
- Impasse Ovide Yencesse ; du nom d'Ovide Yencesse, graveur et sculpteur, directeur de l'école des Beaux-Arts de Dijon (1919-1934), né à Dijon en 1869.

- Haut – A
- B
- C
- D
- E
- F
- G
- H
- I
- J
- K
- L
- M
- N
- O
- P
- Q
- R
- S
- T
- U
- V
- W
- X
- Y
- Z

## P
- Allée Pablo Picasso
- Avenue de la Paix
- Place du Palais, nommée ainsi en référence au palais du parlement de Dijon, aujourd'hui palais de justice.
- Place des Palmiers
- Rue du Palais
- Boulevard Palissy
- Rue du Paquier de Bray
- Cours du Parc
- Passage du Parc
- Rue Parmentier
- Boulevard Pascal
- Rue Pasteur
- Place Paul Bert
- Impasse Paul Bertholle; du nom de Jean Paul Bertholle, peintre et graveur, né à Dijon, en 1909.
- Rue Paul Bur, du nom de Paul Bur (1875-1957), entrepreneur et président de la chambre de commerce et d'industrie de Dijon (1936-1944), puis maire de Dijon (1940-1942), né et mort à Dijon.
- Rue Paul Cabet
- Rue Paul Cazin
- Impasse Paul Cézanne
- Rue Paul Claudel
- Rue Paul Delouvrier
- Boulevard Paul Doumer
- Place Paul Éluard
- Rue Paul-Émile Victor
- Rue Paul Gaffarel
- Rue Paul Gasq, du nom de Paul Gasq (1860-1944), sculpteur né à Dijon, en 1860. Il est notamment l'auteur, à  Dijon, de certaines parties du monument de la Victoire et du Souvenir érigé dans les Allées du Parc.
- Impasse Paul Genty; du nom de Paul André Genty (1861-1955), botaniste, directeur du Jardin botanique de l'arquebuse de Dijon, vice-président de la Société des Sciences Naturelles de Bourgogne et de la Société botanique de France, né à Dijon, en 1861.
- Place Paul et Henriette Dard
- Rue Paul Lebel, du nom de Paul Lebel (1901-1965), conservateur du musée archéologique de Dijon.
- Rue Paul Lippe
- Rue Paul Thénard, du nom du baron Arnoult-Paul Thénard (1819-1884), propriétaire du château de Talmay, chimiste ayant vaincu le phylloxéra ravageant le vignoble de Bourgogne en utilisant du sulfure de carbone.
- Allée Paul Valéry
- Rue Paul Verlaine
- Rue Pauline Kergomard
- Rue des Péjoces
- Rue Pelletier de Chambure
- Rue des Pépinières
- Rue du Père Charles de Foucauld
- Rue du Père Pierre Chaumonot
- Rue Perrenet
- Allée Des Périers
- Rue des Perrières
- Rue de Perrigny
- Rue de Perrigny-lès-Dijon
- Place de la Perspective
- Rue du Petit Bernard
- Rue du Petit Cîteaux
- Rue du Petit Potet
- Chemin des Petits Saules
- Impasse des Petites Houettes
- Impasse des Petites Roches
- Chemin des Petites Roches
- Rue Petitot
- Boulevard des Peyvets
- Impasse Philibert Bourgeon, du nom de Philibert Bourgeon (1859-1940), historien de la Justice dijonnais.
- Rue Philibert de la Mare, du nom de Philibert de la Mare (1615-1719), érudit et conseiller au Parlement de Dijon, né à Dijon, en 1615.
- Rue Philibert Papillon, du nom de l'abbé Philibert Papillon (1666-1738), chanoine de la Chapelle-aux-Riches de Dijon, critique littéraire, féru d'histoire et d'architecture, né et mort à Dijon.
- Rue Philippe de Rouvres, du nom de Philippe Ier de Bourgogne (1346-1361), dernier duc capétien de Bourgogne mort à Dijon, en 1361.
- Impasse Philippe de Commynes
- Rue Philippe Genreau, du nom de Philippe Genreau (1840-v.1920), découvreur du gisement de fer de Briey et directeur de la fabrication des pièces de fer de la Tour Eiffel, né à Dijon, en 1840.
- Rue Philippe Guignard
- Rue Philippe le Bon, du nom de Philippe III de Bourgogne (1396-1467), duc de Bourgogne, né à Dijon, en 1396.
- Rue Philippe le Hardi
- Rue Philippe Pot
- Rue Pierre Boisson
- Impasse Pierre Clerget, du nom de Pierre Clerget (1875-1943), inventeur et industriel né à Dijon en 1875.
- Rue Pierre Curie
- Rue Pierre de Coubertin
- Rue Pierre de Saint Jacob, du nom de Pierre de Saint-Jacob (1906-1960), historien né à Dijon, en 1906.
- Rue Pierre Fleurot
- Impasse Pierre Geringer
- Rue Pierre-Joseph Antoine, du nom de Pierre-Joseph Antoine (1730-1814), architecte mort à Dijon, en 1814.
- Allée Pierre Lacroute, astrophysicien né à Dijon.
- Impasse Pierre Lanvin du nom de Pierre Lanvin, patron des Chocolats Lanvin à qui l'on doit les fameux escargots de Bourgogne en chocolat.
- Rue Pierre Larcher, du nom de Pierre-Henri Larcher (1726-1812), helléniste et archéologue né à Dijon, en 1726.
- Rue Pierre Larousse
- Rue Pierre Loti
- Rue Pierre Mendès France
- Allée Pierre Meunier, résistant et député né à Dijon.
- Rue Pierre Palliot, du nom de Pierre Palliot (1608-1698), imprimeur et généalogiste, mort à Dijon en 1698.
- Rue Pierre Joseph Magnin, du nom de Pierre Magnin (1824-1910), maître des forges, président du tribunal de commerce de Dijon, gouverneur de la banque de France, conseiller municipal, député, sénateur et ministre, né à Dijon en 1824.
- Rue Pierre Paul Leniept
- Rue Pierre Prudhon
- Rue Pierre Semard
- Rue Pierre Thevenot
- Rue Pierre Travaux
- Chemin des Pierrodins
- Rue Piron, du nom d'Alexis Piron (1689-1723), poète chansonnier né à Dijon, en 1689.
- Rue des Planchettes
- Rue du Plein de Pouilly
- Rue du Point du Jour
- Rue du Pommard
- Chemin du Pont Barreau
- Rue du Pont des Tanneries
- Rue Porte aux Lions
- Rue de la Poste
- Petite Rue Pouffier, du nom d'une famille de chaudronniers dijonnais (cf. Maison des Cariatides (Dijon))
- Allée de Pouilly
- Petite Rue de Pouilly
- Ruelle des Poussots
- Chemin du Pré Versé
- Rue de la Préfecture
- Allée des Prés du Battoir
- Place du Président Wilson, du nom de Woodrow Wilson, président des États-Unis
- Cour des Prêtres
- Rue de la Prévôté
- Rue Prieur de la Côte-d'Or, du nom de Claude-Antoine Prieur-Duvernois (1763-1832), officier du génie, manufacteur et parlementaire, mort à Dijon en 1832.
- Rue des Princes de Condé
- Allée Professeur Auguste Piccard
- Rue Professeur Marion
- Rue Professeur Robert Debré
- Rue Prosper de Barante, auteur d'une histoire des ducs de Bourgogne
- Impasse Prosper Mignard
- Rue Proudhon
- Allée des Pyrénées

- Haut – A
- B
- C
- D
- E
- F
- G
- H
- I
- J
- K
- L
- M
- N
- O
- P
- Q
- R
- S
- T
- U
- V
- W
- X
- Y
- Z

## Q
- Rue Quentin
- Impasse de Quetigny

- Haut – A
- B
- C
- D
- E
- F
- G
- H
- I
- J
- K
- L
- M
- N
- O
- P
- Q
- R
- S
- T
- U
- V
- W
- X
- Y
- Z

## R
- Impasse Rabelais
- Rue du Rabot
- Rue Racine
- Impasse Radet, du nom du baron Étienne Radet, général.
- Rue de la Raffinerie
- Rue Rameau, du nom de Jean-Philippe Rameau (1683-1764), compositeur né à Dijon, en 1683.
- Rue Ranfer de Bretenières, du nom de Pierre-Bernard Ranfer de Bretenières, maire de Dijon de 1802 à 1806
- Rue Raoul de Juigné, du nom de Léon-Victor-Raoul Le Clerc (1796-1866), vicomte de Juigné et président de la Cour royale, mort à Dijon en 1866.
- Rue Raoul de Saint-Seine, du nom de Raoul de Saint-Seine, photographe colonial, né à Dijon en 1836.
- Rue Raoul Dufy
- Rue Raoul Follereau
- Impasse Raoul Glaber
- Mail Raymond Aron
- Avenue Raymond Poincaré
- Rue Réaumur
- Rue Recteur Marcel Bouchard
- Promenade de la Redoute
- Impasse de Reggio
- Rue Regnard
- Rue de Reims
- Boulevard Rembrandt
- Rue du Rempart
- Rue René Cassin
- Rue René Char
- Rue René Clair
- Rue René Coty
- Allée René Dumont
- Rue René Fleutelot, du nom de René Fleutelot, président à la chambre des comptes et maire de Dijon.
- Passage René et André Geiger
- Chemin Rente de Bray
- Chemin de la Rente de Châtenay
- Chemin de la Rente de Giron
- Chemin de la Rente de la Cras
- Chemin de la Rente Saint-Joseph
- Place de la République
- Rue de la Résistance, allusion à la résistance de Dijon à l'invasion allemande, le 30 octobre 1870
- Rue Rétif de la Bretonne
- Promenade du Rhin
- Promenade du Rhône
- Rue des Ribottées
- Allée de Ribeauvillé
- Impasse Richard Wagner
- Rue Robert II
- Rue Robert Delaunay
- Allée Robert Delavignette
- Rue Robert Estienne
- Rue Robert Folz, du nom de Robert Folz (1910-1996), historien mort à Dijon, en 1996.
- Place Robert Jardillier, du nom de Robert Jardillier, homme politique et maire de Dijon.
- Boulevard Robert Schuman
- Impasse Rodin
- Place Roger Barade, du nom de Roger Martin Barade, architecte dijonnais, constructeur des premiers bâtiments du campus universitaire de Dijon.
- Rue Roger Gauchat, du nom de Roger Gauchat (1899-1970), urbaniste né et mort à Dijon.
- Place Roger Salengro
- Rue Roget de Belloguet
- Rue Romain Rolland
- Rue de la Romanée
- Rue des Roses
- Rue des Rosiers
- Place du Rosoir, du nom d'une source alimentant Dijon.
- Rue du Rosoir, du nom d'une source alimentant Dijon.
- Rue des Rotondes
- Rue de Rouen
- Allée du Roussillon
- Rue des Roussottes
- Allée du Ruisseau
- Promenade du Ruisseau de la Fontaine d'Ouche

- Haut – A
- B
- C
- D
- E
- F
- G
- H
- I
- J
- K
- L
- M
- N
- O
- P
- Q
- R
- S
- T
- U
- V
- W
- X
- Y
- Z

## S
- Impasse de la Sablière
- Rue de la Sablière
- Rue Sadi Carnot
- Place Saint-Bénigne, du nom de Bénigne, évangélisateur de Dijon, martyr mort dans cette ville. Son tombeau se trouve dans la crypte de la cathédrale qui jouxte la place.
- Place Saint-Bernard, du nom de Bernard de Clairvaux, homme d'Église et réformateur, né à Fontaine-lès-Dijon.
- Place Saint-Exupéry
- Place Saint-Fiacre
- Rue Saint-Honoré
- Rue Saint-John Perse
- Rue Saint-Martin
- Place Saint-Michel, en référence à l'église Saint-Michel de Dijon qui la jouxte.
- Allée de Saint-Nazaire
- Allée Saint-Nicolas
- Cour Saint-Nicolas
- Parvis Saint-Philibert, du nom de l'église Saint-Philibert qui le jouxte. L'élection des maires de la ville se tenait autrefois sur ce parvis.
- Impasse Saint-Pierre
- Cour Saint-Vincent
- Rue Saint Vincent de Paul
- Rue Sainte Anne
- Place de la Sainte-Chapelle, nommée ainsi en référence à la Sainte-Chapelle de Dijon, chapelle des Ducs de Bourgogne et ancien siège de l'Ordre de la Toison d'or, qui s'y trouvait jusqu'à sa démolition en 1802.
- Rue Sainte-Claire Deville
- Cour Sainte-Marie
- Rue Salvador Allende
- Rue Sambin, du nom d'Hugues Sambin (v.1520-1601), artisan architecte mort à Dijon, en 1601.
- Rue du Santenay
- Allée de la Saône
- Rue Saumaise
- Rue des Saunières
- Rue de Saverne
- Impasse du Savigny
- Place des Savoirs
- Promenade de la Seine
- Rue de Semur
- Rue de Serrigny
- Boulevard Sévigné, du nom de Marie de Rabutin-Chantal, marquise de Sévigné, épistolière et petite-fille de la dijonnaise Jeanne de Chantal, fondatrice de l'ordre de la Visitation.
- Rue Siméon
- Impasse Simon
- Rue Simone de Beauvoir
- Rue Sisley
- Rue de Skopje
- Rue de Soissons
- Allée Sophie Germain
- Rue des Sorbiers
- Allée de la Source
- Allée du Souvenir Français
- Rue du Stade
- Avenue de Stalingrad
- Avenue du Stand
- Rue de la Stéarinerie
- Rue Stendhal
- Impasse Stefan Zweig
- Avenue Stéphane Mallarmé
- Rue Stéphen Liégeard, du nom de Stéphen Liégeard (1830-1925), poète, écrivain, né à Dijon en 1830.
- Boulevard de Strasbourg
- Rue Sully
- Place Suquet, du nom de Louis Suquet, ingénieur et administrateur dijonnais.
- Rue de Suzon
- Petite Rue de Suzon, construite sur l'ancien lit de la rivière Suzon.
- Ruelle du Suzon
- Rue de la Synagogue

- Haut – A
- B
- C
- D
- E
- F
- G
- H
- I
- J
- K
- L
- M
- N
- O
- P
- Q
- R
- S
- T
- U
- V
- W
- X
- Y
- Z

## T
- Impasse Tabourot des Accords, du nom d'Étienne Tabourot, sire des Accords et poète, né à Dijon en 1547.
- Rue Tabourot des Accords, du nom d'Étienne Tabourot (1547-1590), juriste et poète, né et mort à Dijon.
- Rue de Talant
- Rue du Temple
- Allée de Thann
- Place du Théâtre, nommée ainsi en référence à l'Opéra-théâtre qui s'y trouve.
- Rue Théodore de Bèze
- Rue Théodore Monod
- Rue Théophile Foisset, du nom de Théophile Foisset (1800-1873), magistrat, archéologue et littérateur, mort à Dijon en 1873.
- Rue Thérèse Figueur
- Impasse Thibaudot
- Boulevard Thiers
- Rue Thimonnier
- Rue Thoisy
- Passage Thurot
- Rue Thurot
- Rue de Thyard
- Rue des Tilleuls
- Rue du Tillot
- Mail Tino Rossi
- Rue du Tire Pesseau
- Rempart Tivoli
- Rue de Tivoli
- Rue de la Toison d'Or, ordre de chevalerie dont le siège était initialement à la Sainte-Chapelle de Dijon.
- Rue du Tonkin
- Place de la Tonnelle
- Rue de la Tour du Fondoir
- Rue du Transvaal
- Rue de Trémolois
- Boulevard Trimolet, du nom d'Anthelme Trimolet et de son épouse Edma, bienfaiteurs du musée des Beaux-Arts de Dijon.
- Rue Turgot

- Haut – A
- B
- C
- D
- E
- F
- G
- H
- I
- J
- K
- L
- M
- N
- O
- P
- Q
- R
- S
- T
- U
- V
- W
- X
- Y
- Z

## U
- Boulevard de l'Université

- Haut – A
- B
- C
- D
- E
- F
- G
- H
- I
- J
- K
- L
- M
- N
- O
- P
- Q
- R
- S
- T
- U
- V
- W
- X
- Y
- Z

## V
- Chemin des Vaches
- Rue Vaillant, du nom de Jean-Baptiste Philibert Vaillant (1790-1872), maréchal de France et ministre né à Dijon, en 1790.
- Rue du Val d'Or
- Boulevard des Valendons, du nom d'un quartier de Dijon.
- Rue des Valendons
- Rue Vannerie
- Rue des Varennes
- Rue Vauban
- Rue de Venise
- Rue Vercingétorix
- Boulevard de Verdun
- Rue des Vergelesses
- Rue Verrerie, une des dernières rues médiévales de Dijon.
- Rue des Verriers
- Rue Vice Amiral Violette
- Rue Victor Dumay, du nom de Victor Dumay (1798-1849), avocat et maire de Dijon. Il est le fondateur du Jardin botanique de l'arquebuse de Dijon et du Muséum d'histoire naturelle de Dijon et à l'origine de l'installation de l'éclairage public au gaz.
- Avenue Victor Hugo
- Rue des Vieilles Étuves
- Rue du Vieux Collège
- Petite Rue du Vieux Prieuré
- Chemin Vigée Lebrun
- Rue Villebois Mareuil
- Rue Viollet-le-Duc
- Chemin des Violettes
- Rue Virginie Ancelot, du nom de Virginie Ancelot (1792-1875), romancière né à Dijon, en 1792.
- Rue Vivant Carion, du nom de Vincent Carion (1769-1834), père de la presse dijonnaise, né et mort à Dijon.
- Rue du Volnay
- Avenue des Volontaires
- Rue Volta
- Boulevard Voltaire

- Haut – A
- B
- C
- D
- E
- F
- G
- H
- I
- J
- K
- L
- M
- N
- O
- P
- Q
- R
- S
- T
- U
- V
- W
- X
- Y
- Z

## W
- Impasse Watteau.
- Boulevard Winston Churchill

- Haut – A
- B
- C
- D
- E
- F
- G
- H
- I
- J
- K
- L
- M
- N
- O
- P
- Q
- R
- S
- T
- U
- V
- W
- X
- Y
- Z

## Y
- Allée de l'Yonne
- Rue d'York
- Rue de l'Yser